# Puricelli-Stift

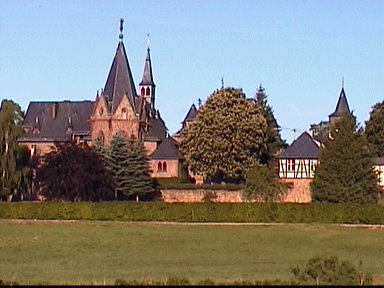
Das Puricelli-Stift in Rheinböllen

Das Puricelli-Stift in Rheinböllen im Rhein-Hunsrück-Kreis in Rheinland-Pfalz ist seit dem 1. September 2021 ein reines Seniorenheim. Die bisherigen Plätze der Eingliederungshilfe für Erwachsene ab 40 Jahre mit einer geistigen oder psychischen Erkrankung wurden in Plätze für die Altenhilfe umgewandelt. Nach wie vor bietet die Einrichtung, die in Trägerschaft der Franziskanerbrüder vom Heiligen Kreuz ist, Platz für bis zu 86 Menschen, das heißt an der Gesamtzahl der Bewohner ändert sich nichts.
Das Stift befindet sich in einem ab 1862 im neugotischen Stil nach Plänen von Heinrich Wiethase erbauten Gebäudekomplex, der von der Industriellenfamilie Puricelli gestiftet wurde und bis heute Eigentum der Puricelli’schen Stiftung ist. Dort befanden sich ein Krankenhaus sowie bis in die 1970er Jahre ein Waisenhaus.

## Geschichte

Entwurfszeichnung von Heinrich Wiethase

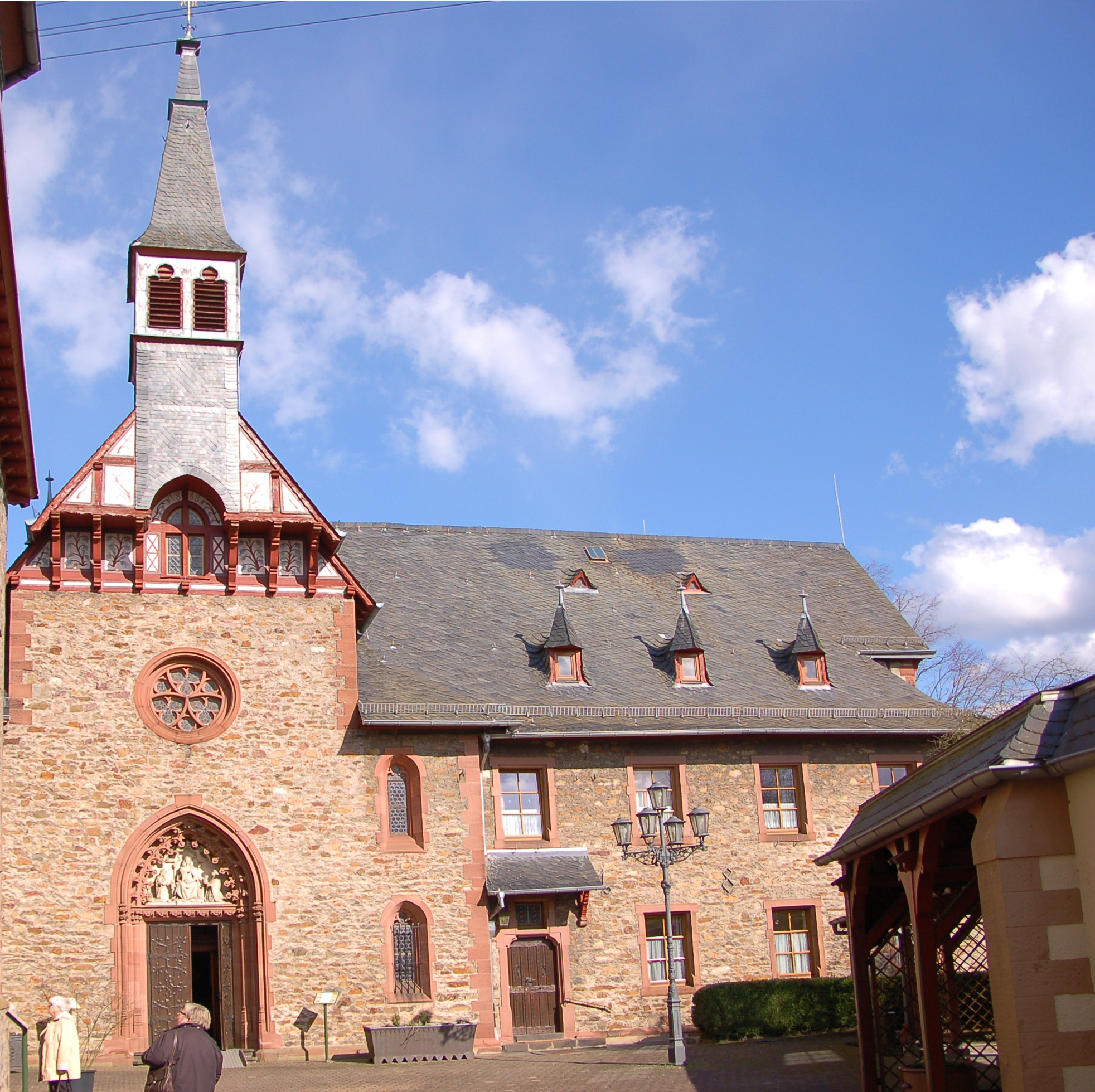
Kapelle und ehemaliges Waisenhaus, heute Wohnhaus der indischen Nonnen.

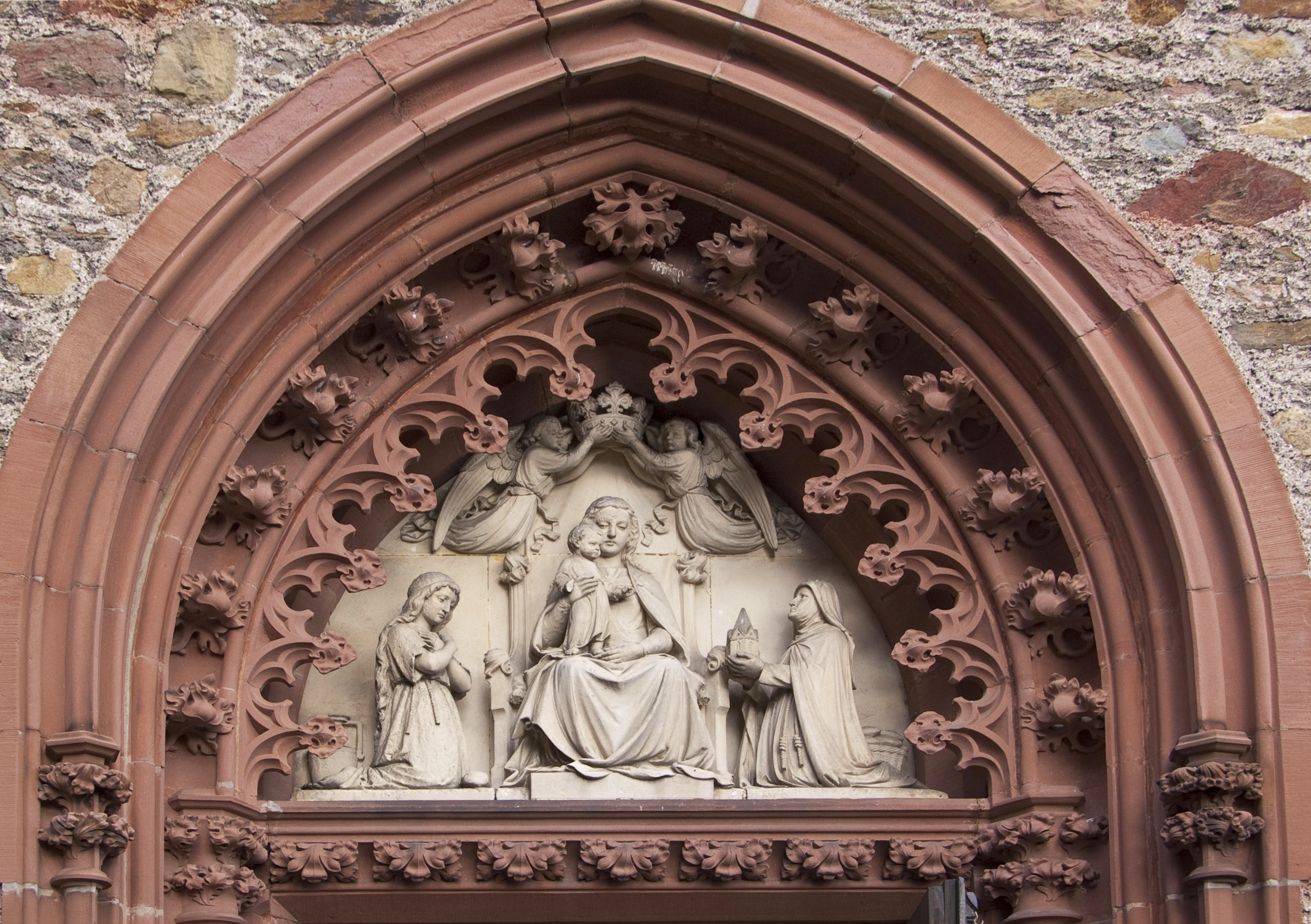
Tympanon über dem Kapelleneingang. Links: Eugénie, rechts Franziska Puricelli.

Der Bau der Anlage wurde durch das Unternehmerehepaar Eugénie (1807–1873) und Heinrich Puricelli (1797–1876) sowie durch deren Kinder Franziska (1830–1896) und Eduard (1826–1893) angeregt und finanziert. Sie folgten damit postum einem Wunsch ihrer Tochter bzw. Schwester Eugénie Puricelli (1840–1862), die mit 21 Jahren gestorben war. Die Familie verfügte durch ihre Anteile an der Rheinböller Eisenhütte, heute ein Tochterunternehmen der Continental AG, über ein beträchtliches Vermögen und gründete auch zahlreiche weitere soziale Stiftungen.
Die Planung der gesamten Anlage wurde dem Kölner Architekten Heinrich Wiethase übertragen. Als erstes Gebäude des Puricelli Stifts wurde ab 1862 ein Waisenhaus errichtet. Es wurde am 29. April 1864 von Schwestern der Ordensgemeinschaft der Armen Dienstmägde Jesu Christi aus Dernbach und 15 Waisenkindern bezogen. Als zweiter Abschnitt der Anlage entstanden 1887 und 1888 ein Krankenhaus und direkt daran angrenzend eine Kapelle. Außerdem wurde ein Verwaltungsgebäude errichtet und ein großer Garten angelegt. Die Dernbacher Schwestern verließen das Heim zum 1. April 1953. Ein anderer Orden übernahm die Arbeit in der Einrichtung.
Der Gebäudekomplex in der Bacharacher Straße 11 in Rheinböllen überstand die vergangenen 150 Jahre weitgehend unbeschadet und steht heute als Denkmalzone unter Schutz. Im Puricelli-Stift werden heute Erwachsene ab 40 Jahre mit einer geistigen oder psychischen Erkrankung betreut, die Trägerschaft liegt bei der Ordensgemeinschaft der Franziskanerbrüder vom Heiligen Kreuz. Anfang 2011 wurde auf dem Gelände und in der Nähe mit verschiedenen Baumaßnahmen begonnen. Unter anderem wird südöstlich der bisherigen Anlage ein Neubau mit Wohn- und Gemeinschaftseinrichtungen für geistig behinderte Menschen errichtet.

## Architektur
Das Puricelli-Stift wurde vom Architekten Heinrich Wiethase in einem pittoresken neugotischen Stil entworfen. Dabei gestaltete er die gesamte Anlage nach dem Vorbild mittelalterlicher Spitalbauten. Die Gebäude wurden bewusst so gruppiert, dass sie keine Hauptansicht bieten. Diese Anordnung und eine die Anlage umgebenden Ringmauer führen dazu, dass der Gebäudekomplex einen in sich geschlossenen Eindruck macht.
Man betritt die Anlage von Westen her durch einen mit einem Schieferdach gekrönten Torbogen. Direkt links vom Tor liegt das ehemalige Waisenhaus, geradeaus blickt man auf die Kapelle, an welche wiederum rechts das frühere Krankenhaus angrenzt. An der südwestlichen Ecke des Waisenhauses oberhalb vom Torbogen ist ein Marienbildnis mit Kind angebracht. Waisenhaus und Krankengebäude sind (wie die Kapelle) als Bruchsteinmauerwerk aus Sandstein gebaut und tragen Schieferdächer. Nördlich dieser Gebäude befindet sich noch ein Fachwerkhaus für die Verwaltung.

### Kapelle
Das Zentrum der gesamten Anlage bildet die reich ausgestattete, neugotische Kapelle zur unbefleckten Empfängnis. Sie wurde 1887 und 1888 als dreischiffiger Bruchsteinbau errichtet, wobei die mittlere Säulenhalle zwei nur sehr schmale Seitenschiffe hat. Die Kapelle hat zwei Türme – einen schmalen Glockenturm über der Eingangsseite und einen größeren Turm mit sechseckigem Grundriss hinten über dem Chor.
Außen über dem Hauptportal der Kapelle befindet sich ein Tympanon, das die thronende Muttergottes mit dem Jesuskind darstellt. Zu ihren Seiten sind Eugénie und Franziska Puricelli abgebildet. Über dem Tympanon befindet sich eine Fensterrose, darüber folgen Fachwerkverzierungen, die den Übergang zum Glockenturm und dem Schieferdach bilden.
Der Innenraum ist durch reiche Deckenmalereien und Bodenmosaike verziert. Den Mittelgang schmückt ein großes Rosenornament, auf dem Boden des Chors ist ein großer Kreis mit Sonne, Mond und Sternen sowie den zwölf Sternbildern zu sehen. Die beiden Fenster im Chorraum zeigen Kreuzigung und Auferstehung Jesu Christi. Am unteren Rand der Fenster ist das Ehepaar Franziska und Carl Puricelli (1824–1911) dargestellt. Unter dem Chorraum befindet sich auch die Gruft von Franziska Puricelli.
Der Hochaltar wurde von Heinrich Wiethase als Flügelaltar entworfen und vom Kölner Maler Alexius Kleinertz (1831–1903) reich im Stil des späten 15. Jahrhunderts verziert. Die hölzerne Empore ist zwischen Mittelpfeiler und Außenwände gesetzt und wird seit 1890 von einer dreigliedrigen Orgel des Orgelbaumeisters Johann Stockhausen sen. (1843–1917) aus Linz am Rhein gekrönt.

## Stiftung
Das Puricelli-Stift wurde am 18. März 1865 vom preußischen König Wilhelm I. als Stiftung rechtlich anerkannt, und diese Stiftung existiert noch heute. Dem Vorstand der Stiftung, dem Stiftungsrat, gehören als Mitglieder der jeweils amtierende Bürgermeister und der katholische Pfarrer von Rheinböllen sowie ein Vertreter der Familie Puricelli und derzeit vier weitere Mitglieder an.